# Maruina duckhosei
Maruina duckhosei är en tvåvingeart som beskrevs av Freddy Bravo 2005. Maruina duckhosei ingår i släktet Maruina och familjen fjärilsmyggor. Inga underarter finns listade i Catalogue of Life.